# Jorma Ikävalko
Jorma Ikävalko (7 de noviembre de 1918 – 19 de diciembre de 1987) fue un cantante, guitarrista, compositor y actor finlandés.

## Biografía
Nacido en Víborg, Finlandia, fue conocido por actuar junto a Reino Helismaa y Esa Pakarinen en las películas Rovaniemen markkinoilla (1951) y Hei, rillumarei! (1954). Sin embargo, su trayectoria cinematográfica fue breve, y dejó de hacer giras musicales cuando los otros dos artistas se centraron en el cine. En los años 1960 empezó a trabajar para la empresa de alimentación Fazer, en Vantaa, donde permaneció hasta su jubilación.
Como compositor, es conocida su canción "Hopeahääpäivänä", interpretada por Erkki Junkkarinen y grabada por vez primera en 1952.
Timo Koko escribió una biografía de Ikävalko, Viipurin Sorvalista Rovaniemen markkinoille - Viihdetaiteilija Jorma Ikävalkon ura ja elämä, publicada en 2011 por Moreen. 
Jorma Ikävalko falleció en Vantaa en el año 1987. Fue enterrado en Helsinki.